# Хайнрих III (Мекленбург)
Вижте пояснителната страница за други личности с името Хайнрих III.
Хайнрих III (на немски: Heinrich III, Herzog zu Mecklenburg), (ок. 1337, † 24 април 1383, замък Шверин) е херцог на Мекленбург от 1379 до 1383 г.

## Биография
Той е най-възрастният син на мекленбургския херцог Албрехт II (1318 – 1379) и съпругата му Еуфемия Ериксдотер (1317 – 1370), сестра на шведския крал Магнус IV Ериксон. По-малките му братя са Албрехт III (1338 – 1412) и Магнус I (сл. 1338 – 1384).
Хайнрих III е ранен на турнир във Висмар и умира на 24 април 1383 г. в своя дворец в Шверин. Погребан е в катедралата в Доберан. След това управлението на херцогството поема неговият брат Магнус I до 1384 г. за кратко с Албрехт IV, сина на Хайнрих.

## Фамилия
Първи брак: през 1362 г. с Ингеборг (1347 – 1370), дъщеря на датския крал Валдемар IV. Те имат четири деца:
- Албрехт IV (1363 – 1388), съ-регент от 1383 до 1388 г.
- Еуфемия, от 1377 г. омъжена за Йохан V от Верле-Гюстров (1338 – 1378)
- Мария, от 1380 г. омъжена за херцог Вартислав VII от Померания († 1395), майка на крал Ерик VII от Дания
- Ингеборг, от 1398 г. абатиса в манастира Рибниц

Втори брак: на 26 февруари 1377 г. с Матилда от Верле-Варен, дъщеря на Бернхард II от Верле. Бракът е бездетен.